# 長鰭粘盲鰻
長鰭黏盲鳗，为盲鳗科黏盲鳗属的鱼类，被IUCN列為易危保育類動物，分布於東印度洋的南澳洲海域，屬底棲魚類，棲息深度在水深14至40公尺，體長可達62.7 公分，棲息在泥底質海域。